# Schnellzugwagen Bauart Karwendel
Bei den Schnellzugwagen Bauart Karwendel handelt es sich um zwei Serien von Schnellzugwagen, die von der Deutschen Reichsbahn in den 1930er Jahren für den Karwendel-Express München – Mittenwald (– Innsbruck) beschafft wurden.

## Karwendel-Express
Die Karwendelbahn hatte seit ihrer Eröffnung 1912 eine große Bedeutung für den Fremdenverkehr, vor allem nach Garmisch-Partenkirchen, Mittenwald und Seefeld in Tirol. Mit Elektrifizierung der Bahnstrecke München–Garmisch-Partenkirchen 1925 wurden durchgehende Schnellzüge von München bis Innsbruck zwar möglich, anfangs jedoch schwierig, weil die gängigen Schnellzugwagen noch nicht über eine elektrische Zugheizung für den Betrieb auf dieser Strecke verfügten.
Der Erfolg des Rheingold bewog die Gruppenverwaltung Bayern dazu, auf ihrer landschaftlich besonders reizvollen Strecke im Werdenfelser Land ebenfalls einen besonderen Fernverkehrszug einzuführen. Geplant war ein Karwendel-Express von München nach Innsbruck über Garmisch-Partenkirchen und die Mittenwaldbahn.
Hierzu wurden 1929 spezielle vierachsige Schnellzugwagen entwickelt, die jedoch zu schwer gerieten. Die BBÖ lehnten daher die Übernahme des Zuges ab. Die Verbindung startete daher 1930 nur auf der Verbindung München – Mittenwald. Daher wurden 1932 auf Basis der in der Zwischenzeit entwickelten Eilzugwagen eine zweite Serie von Schnellzugwagen für den Karwendel-Express beschafft, die nun auch die Durchbindung des Zuges bis Innsbruck ermöglichten. Die Wagen der Bauart 1930 liefen dann auf der Verbindung Berchtesgaden – München – Stuttgart.

## Sonderbauart Karwendel 1930
Für die Eröffnung des Karwendel-Express wurden fünf Wagen der 2. Klasse und sieben der 3. Klasse beschafft. Der Entwurf und die Bauausführung erfolgten hierbei durch die Firma MAN in Nürnberg.
| Gattung DRG | Gattung DB                       | Sitzplätze | Anzahl | Baujahr(e) | Bemerkungen                                                                 |
| B4ü bay 29  | Aye-29b/55 (1956) Aye602 (1964)  | 46         | 5      | 1928       | Drehgestelle Bayr. Bauart, spät. Görlitz II schwer, Nummern 15 016-15 020   |
| C4ü bay 29  | B4ye-29b/57 (1957) Bye654 (1966) | 80         | 7      | 1928       | Drehgestelle Bayr. Bauart, spät. Görlitz II schwer, Nummern 16 362 - 16 368 |

Die Wagen hoben sich vom übrigen Wagenpark durch ihren dunkelblauen Abstrich mit hellblauen Fensterbändern und schwarz-goldenen Deckschienen ab.
Dazu wurden in zwei Schnellzug-Gepäckwagen aus der laufenden Produktion PW4ü-29 eine Küche eingebaut und diese ebenfalls Dunkelblau / Hellblau lackiert.
| Gattung DRG | Gattung DB                        | Ladefläche / -Gewicht | Anzahl | Baujahr(e) | Bemerkungen                                               |
| Pw4ük-29    | D4üse-29/50 (1950) Düse928 (1964) | 32,0 m2 / 9,5 t       | 8      | 1928       | Drehgestelle Görlitz II schwer, Nummern 105 270 – 105 277 |

## Sonderbauart Karwendel 1932
Für die Passionsfestspiele in Oberammergau 1934 rechnete die Deutsche Reichsbahn mit einem erhöhten Verkehrsaufkommen. Dafür entwickelte sie zusammen mit Linke-Hofmann-Busch leichte Schnellzugwagen 1./2./3. Klasse und 3. Klasse. Diese entsprachen wagenbaulich den leichten Durchgangswagen der Austauschbauart (Eilzugwagen), jedoch mit Faltenbalgübergängen und einer besonderen Lackierung in Schwarzblau mit beigen Fensterbändern.
Die Konstruktion des ABC4ü-32 basierte auf dem BC4i-29a, jedoch wurde das in der Mitte liegende Abteil in der 1. Klasse ausgeführt, der Großraum 3. Klasse erhielt eine 3+2-Bestuhlung mit Mittelgang. Für den C4ü-32 wurde der Grundriss des C4i unverändert übernommen.
| Gattung DRG | Gattung DB                           | Sitzplätze | Anzahl | Baujahr(e) | Bemerkungen |
| ABC4ü-32    | AB4yswe-32/55 (1955) AByse619 (1964) | 4/18/40    | 8      | 1932       | Drehgestelle Görlitz III leicht, Nummern 14 133 -14 140 München; 1955 Einstufung als Durchgangswagen (15 Stück) mit Nummern 33 381 – 33 388 in Zweitbesetzung |
| C4ü-32      | B4yswe-32/55 (1955) Byse656 (1964)   | 88         | 21     | 1932       | Drehgestelle Görlitz III leicht, Nummern 16 521-16 541 München; 1955 Einstufung als Durchgangswagen (15 Stück) mit Nummern 73 244 – 73 258 in Zweitbesetzung  |

Dazu wurden fünf Gepäckwagen Pw4i-31 mit eingebauter Küche und Faltenbalgübergängen geliefert, diese wurden einheitlich Schwarzblau lackiert.
| Gattung DRG | Gattung DB                  | Ladefläche / -Gewicht | Anzahl | Baujahr(e) | Bemerkungen |
| Pw4ük-32    | D4y-32 (1955) Dye971 (1964) | 29,5 m2 / 8,0 t       | 5      | 1932       | Drehgestelle Görlitz II schwer (Pw4ik-32), Nummern 105 531-10 535 München; 1955 Einstufung als Durchgangswagen (3 Stück) mit Nummern 112 273 – 112 275 in Zweitbesetzung |

## Geschobener Zug
1937 führte die Versuchsabteilung der DRG erste Laufversuche mit Schnellzugwagen in geschobenen Zügen durch. Anhand dieser Ergebnisse fiel die Entscheidung, einen B4ü bay 29 und drei C4ü bay 29 mit einer Steuerleitung auszurüsten. Ein Gepäckwagen Pw4ük-29 wurde mit Führerstand, Steuerleitungen, Spitzensignal und induktiver Zugbeeinflussung zum Steuerwagen umgebaut. Als Zuglokomotive wurde die E 04 23 eingesetzt, die dafür mit einem motorbetriebenen Schaltwerk ausgerüstet wurde. Der Versuchsbetrieb erfolgte auf der Strecke Traunstein–München–Nürnberg–Probstzella ab 1939 und endete unmittelbar vor Kriegsende, als der Zug bei einem Tieffliegerangriff beschädigt wurde. Die Sitzwagen verblieben nach dem Krieg in der Sowjetischen Besatzungszone und wurden von der DR als A4ü 244-005 (Aüe 14-14 500) und C4ü 241-213 bis 241-215 (Bü 29-65 850) geführt; sie wurden bis 1969 ausgemustert.

## Entwicklung nach 1945
Nach dem Krieg wurden die Wagen der Bauart 30 dem Eilzugwagenpark zugeordnet. Von der Bauart 32 waren noch 7 Wagen ABC4ü-32, 15 Wagen C4ü-32 und 3 Gepäckwagen mit Küche Pw4ük-32 bei der Deutschen Bundesbahn vorhanden. Diese wurden 1955 in den Eilzugwagenpark übernommen und erhielten daher neue Wagennummern.